# Пюизегюр
Пюизегю́р (фр. Puységur) — коммуна во Франции, находится в регионе Юг — Пиренеи. Департамент — Жер. Входит в состав кантона Флёранс. Округ коммуны — Кондом.
Код INSEE коммуны — 32337.

## География
Коммуна расположена приблизительно в 580 км к югу от Парижа, в 70 км западнее Тулузы, в 15 км к северу от Оша.
На востоке коммуны протекает река Жер.

## Климат
Климат умеренно-океанический. Лето жаркое и немного дождливое, температура часто превышает 35 °С. Зимой часто бывает отрицательная температура и ночные заморозки. Годовое количество осадков — 700—900 мм.

## Население
Население коммуны на 2010 год составляло 76 человек.
| 1962 | 1968 | 1975 | 1982 | 1990 | 1999 | 2010 |
| ---- | ---- | ---- | ---- | ---- | ---- | ---- |
| 69   | 51   | 67   | 76   | 90   | 80   | 76   |

## Администрация
| Период | Период | Фамилия         | Партия | Примечания |
| ------ | ------ | --------------- | ------ | ---------- |
| 2001   | 2020   | Даниэль Гильбер |        |            |

## Экономика
В 2010 году среди 44 человек трудоспособного возраста (15-64 лет) 36 были экономически активными, 8 — неактивными (показатель активности — 81,8 %, в 1999 году было 69,8 %). Из 36 активных жителей работали 33 человека (14 мужчин и 19 женщин), безработных было 3 (3 мужчин и 0 женщин). Среди 8 неактивных 2 человека были учениками или студентами, 5 — пенсионерами, 1 был неактивным по другим причинам.